# Gochujang

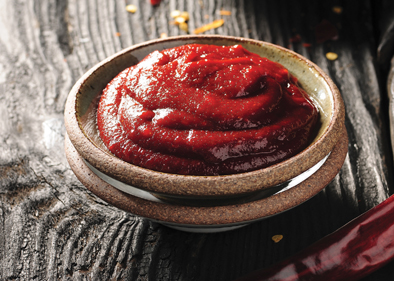
Gochujang.

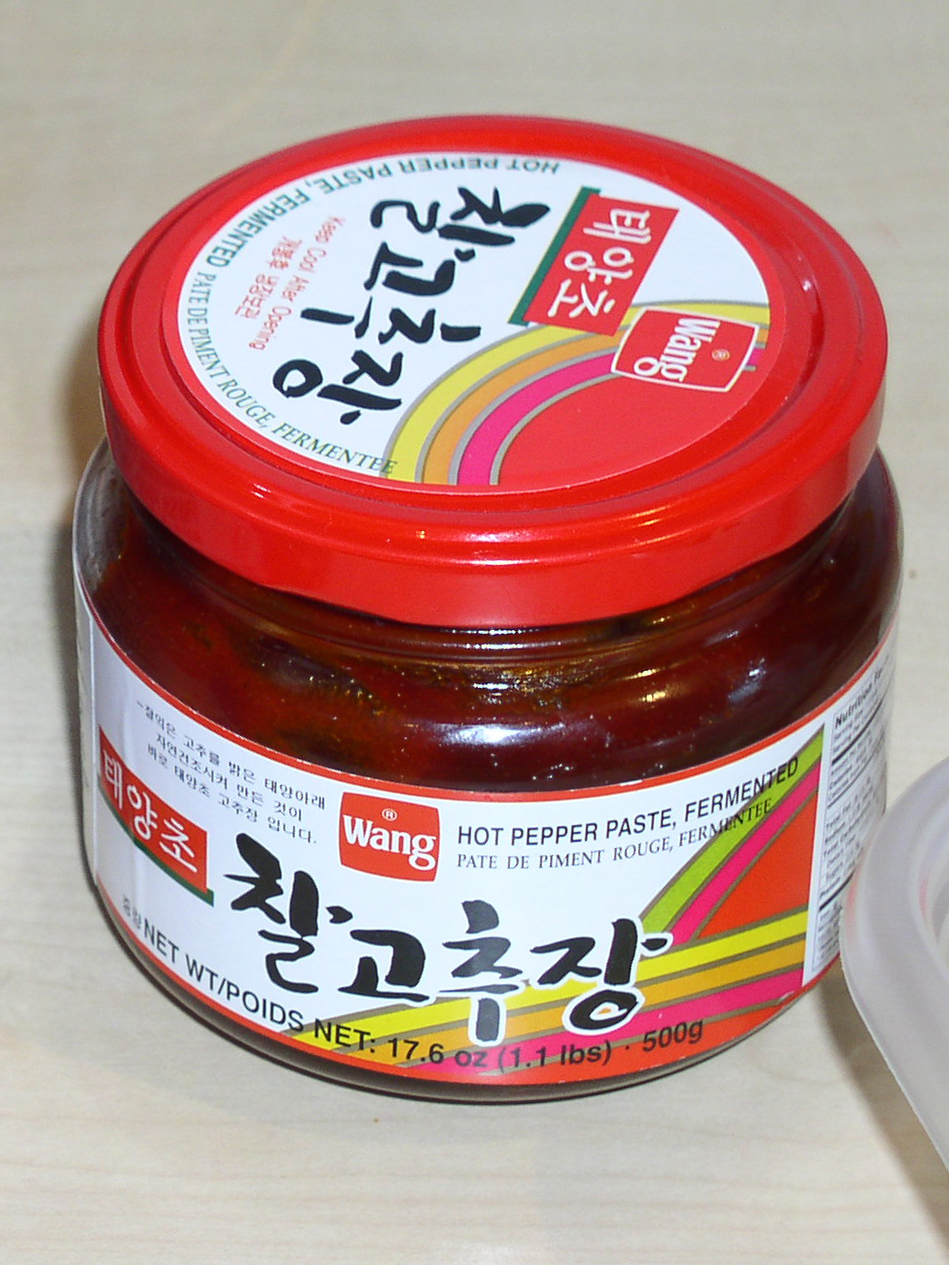
Pot de gochujang industriel.

Le gochujang (hangeul : 고추장 ; hanja : -醬 ; littéralement : « sauce de piment amère ») est un condiment fermenté coréen piquant, à base de piments rouges, de meju (coréen : 메주, pâte de soja fermenté), de farine de riz gluant et de germe de blé. Traditionnellement, la pâte est fermentée dans de grandes jarres, appelées jangdok (장독). Le gochujang est utilisé dans plusieurs plats coréens, notamment le tteokbokki, pour ajouter un goût piquant. Avec le ganjang et le doenjang, le gochujang est un des trois condiments de base de la cuisine coréenne.

## Histoire
Au XVIe-XVIIe siècle, les Coréens de la période Joseon ont commencé à préparer le gochujang pour leur plats. Dans le Somun saseol et le Jeungbo sallim gyeongje, deux ouvrages du XVIIIe siècle, gochujang était orthographié gochojang, en utilisant les hanja 苦椒醬 (sauce de piment amère) et  古椒醬 (sauce de piment ancienne),. Toutefois, de nos jours, il n'y a pas de hanja correspondant au mot gochujang.

## Fabrication

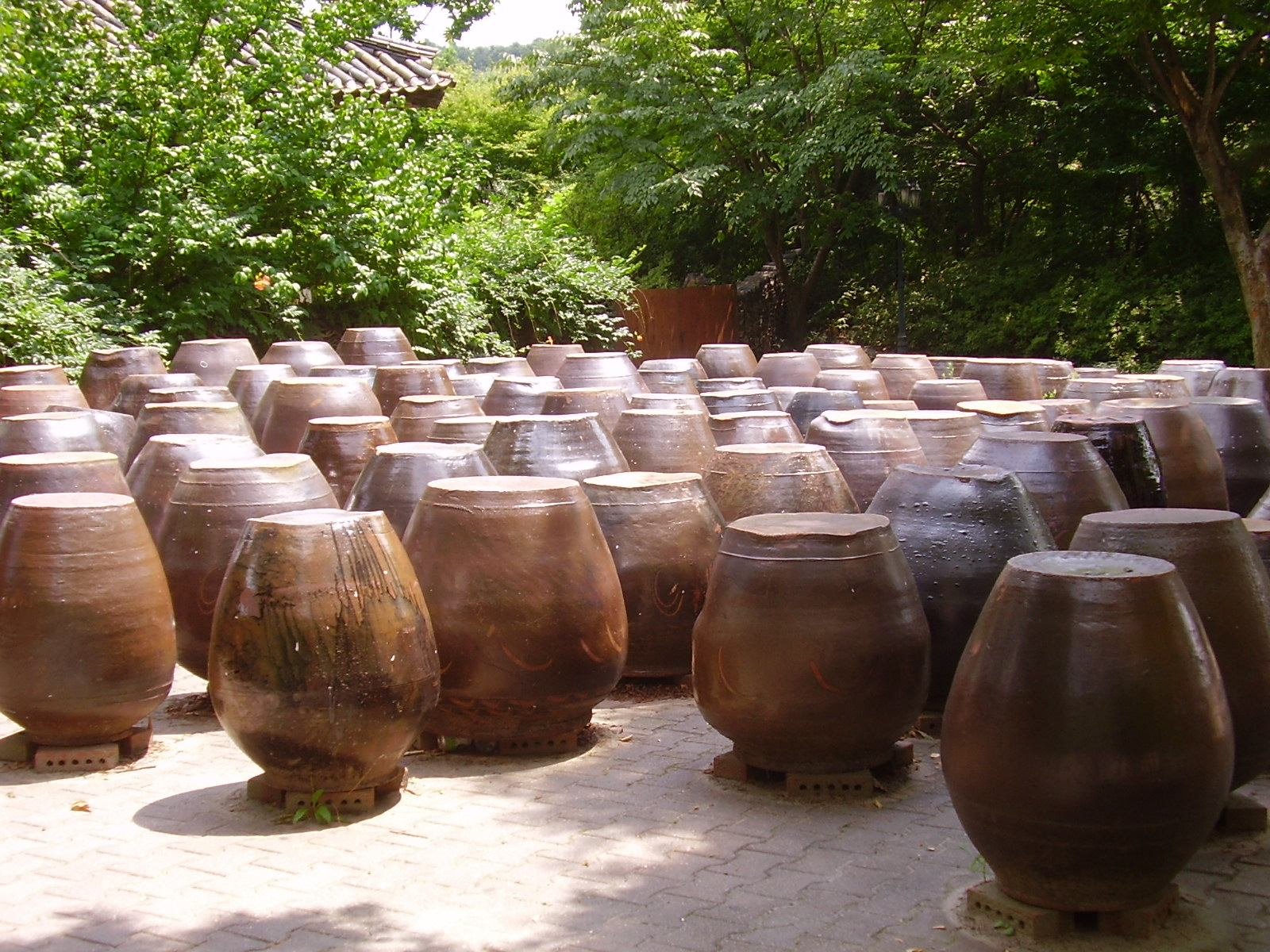
Jarre utilisée pour faire fermenter le gochujang et le kimchi.

Les ingrédients les plus importants sont le piment rouge, le riz gluant et le soja. On y ajoute du sel, du miel, du ganjang, du germe de blé, puis on verse la préparation dans une grande jarre et on laisse fermenter pendant plusieurs mois. Le goût du gochujang dépend de la qualité des ingrédients et du temps de fermentation.

## Variantes
Le gochujang vinaigré, le chojang (ko) (coréen : 초장, 醋醬) se mange notamment avec du poisson cru ou des fruits de mer crus. Le gochujang mélangé avec le doenjang (un condiment de soja fermenté) donne du ssamjang, qui se mange avec du porc grillé et de la salade.